# Glutatión reductasa
La glutatión reductasa (GR) conocida también como glutatión-disulfuro reductasa (GSR) es una enzima que en los seres humanos se encuentra codificada por el gen GSR. La glutatión reductasa (EC 1.8.1.7) cataliza la reducción del glutatión disulfuro (GSSG) para formar glutatión (GSH) en su forma sulfhidrilo, la cual es una molécula crítica para la resistencia al estrés oxidativo y para el mantenimiento del ambiente reductor en el interior de las células. La glutatión reductasa funciona como una oxidorreductasa dimérica y utiliza FAD como grupo prostético y NADPH para reducir un equivalente molar de GSSG a dos equivalentes molares de GSH:
La enzima glutatión reductasa se encuentra conservada en todos los reinos de la biología. En bacterias, levaduras, y animales se encuentra un gen codificante para esta enzima, sin embargo, en los genomas de las plantas, se encuentran codificados dos genes. Curiosamente Drosophila y trypanosomas no poseen ninguna GR en absoluto. En estos organismos, la reducción del glutatión es llevada a cabo ya sea por el sistema tiorredoxina o tripanotiona, respectivamente.

## Función
El glutatión desempeña un rol clave en el mantenimiento de una función adecuada y en la prevención del estrés oxidativo en las células humanas. Este puede actuar como sumidero para los radicales hidroxilo, oxígeno singlete y varios electrófilos. El glutatión reducido reduce a la forma oxidada de la enzima glutatión peroxidasa, la cual a su vez reduce el peróxido de hidrógeno (H
2O
2), una especie química peligrosamente reactiva en el interior de la célula. Adicionalmente, desempeña un rol clave en el metabolismo y eliminación de xenobióticos, actuando como cofactor en varias enzimas detoxificantes, participa en el transporte, y regeneración de antioxidantes tales como la vitamina E y C a sus respectivas formas activas. La relación GSSG/GSH presente en el interior de la célula es un factor clave en el mantenimiento del adecuado balance oxidativo de la célula, esto es, es crítico que la célula mantenga niveles elevados de la forma reducida del glutatión y niveles bajos de la forma oxidada disulfuro de glutatión. Este ajustado balance se mantiene por la acción de la glutatión reductasa, la cual cataliza la reducción del GSSG a GSH.

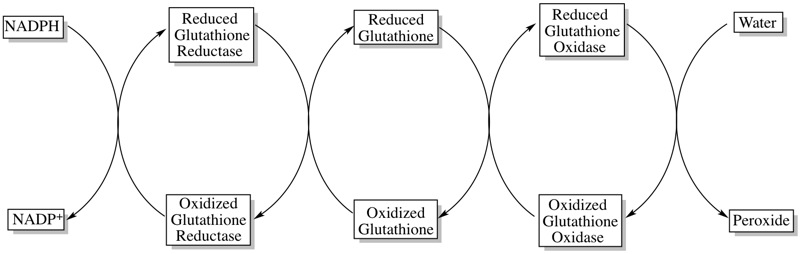
La glutatión reductasa reducida, glutatión peroxidasa y glutatión interactúan para reducir el peróxido de hidrógeno a agua, con la finalidad de proteger a la célula del daño oxidativo.

## Estructura
La glutatión reductasa de los eritrocitos humanos es una proteína dimérica consistente en dos monómeros de 52 Kd, cada uno de los cuales se encuentra formado por tres dominios. La GR exhibe una topología de lámina única doble capa donde una lámina beta antiparalela se encuentra ampliamente expuesta al solvente en una cara mientras se encuentra cubierta por hélices aleatorias en la otra cara. Aquí se incluye un dominio de unión al NADPH, dominios de unión a FAD y un dominio de dimerización. Cada monómero contiene 478 residuos y una molécula de FAD. La GR es una proteína termoestable, reteniendo su función a temperaturas mayores a los 65.oC.

## Mecanismo de reacción

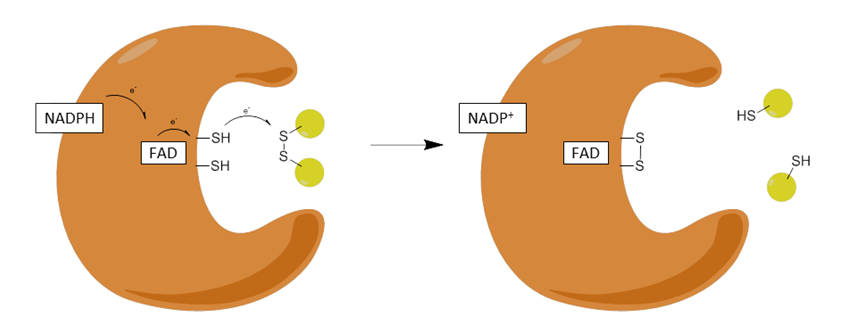
Representación gráfica de la reacción total catalizada por la GSR

Pasos:
| 1 | Unión del NADPH a la enzima oxidada |
| 2 | Reducción del FAD a anión FADH− por acción del NADPH                                                                                            |
| 3 | El anión reducido FADH− colapsa en un complejo de transferencia de carga y reduce al puente disulfuro Cys 58-Cys 63                             |
| 4 | El disulfuro de glutatión oxidado se une a la enzima reducida y forma un disulfuro mixto con Cys 58 y libera una molécula de glutatión reducido |
| 5 | El residuo Cys 63 ataca al disulfuro mixto en Cys 58 para liberar una molécula más de glutatión reducido regenerando el puente disulfuro activo |

### Semimecanismo reductivo
La acción de la GSR procede a través de dos semimecanismos, un semimecanismo reductivo seguido de un semimecanismo oxidativo. En el primer semimecanismo, el NADPH reduce al FAD prostético presente en la GSR para producir un anión FADH−
 fugaz. Este anión rápidamente rompe el puente disulfuro presente entre Cys
58-Cys
63, formando a través de un enlace covalente de corta vida un complejo de transferencia de carga estable entre la flavina y Cys
63. A continuación se libera el recientemente oxidado NADP+
 y es reemplazado por una nueva molécula de NADPH, terminando de esta forma la mitad reductiva de este mecanismo.

### Semimecanismo oxidativo
En la mitad oxidativa del mecanismo, el residuo Cys
63 efectúa un ataque nucleofílico sobre la unidad sulfuro más cercana presente en la molécula de GSSG (acción promovida por His
467, la cual crea un puente disulfuro mixto (GS-Cys
58) y un anión GS−
. El residuo His
467 del GSR a conotinuación protona el anión GS−
 para liberar la primera molécula de GSH. A continuación, Cys
63 realiza un ataque nucleofílico sobre Cys
58, liberando un anión GS−
, el cual toma un protón desde el solvente y se libera de la enzima en forma de una segunda molécula de GSH. De esta forma por cada molécula de GSSG y NADPH, se liberan dos moléculas de GSH, las cuales pueden actuar como sumideros antioxidantes para las especies reactivas de oxígeno dentro de la célula.

## Inhibición
La glutatión reductasa es inhibida in vitro por concentraciones bajas de arsenito de sodio y los metabolitos metilados de arsenato, pero in vivo solo se han conseguido inhibiciones significativas a niveles de 10 mg/kg/día. La glutatión reductasa además resulta inhibida por algunos flavonoides, una clase de pigmentos producidos por las plantas.

## Importancia clínica
El glutatión es un antioxidante clave en la célula y desempeña un rol de mayor importancia en la fase 2 de la eliminación metabólica de xenobióticos electrofílicos. La importancia de la vía del glutatión y las enzimas que afectan a su delicado balance ha ganado la mayor atención en los últimos años. Aunque la glutatión reductasa ha parecido una diana atractiva para la acción de diversos fármacos, no hay hasta la fecha ningún compuesto terapéutico que haga diana sobre ella. En particular, la glutatión reductasa pareciera ser una buena diana terapéutica para la acción de antimaláricos, ya que la glutatión reductasa del parásito Plasmodium falciparum es significativamente diferente en cuanto a estructura y plegamiento a la glutatión reductasa de los mamíferos. Al diseñar fármacos específicos para actuar sobre P. falciparum sería teóricamente posible inducir un estrés oxidativo selectivo sobre el parásito, sin afectar al hospedero.
Hay dos tipos principales de compuestos que hacen diana sobre la GSR:
1. Inhibidores de la dimerización o del enlace GSSG: Electrófilos reactivos tales como los compuestos de oro y fluoronaftoquinonas.
2. Drogas que emplean a la propia glutatión reductasa para regenerarse, actuando como competidores redox. Dos ejemplos de este tipo de compuestos son el azul de metileno y las naftoquinonas.

Algunos ensayos clínicos llevados a cabo en Burkina Faso han mostrado resultados dispares al tratar a la malaria con naftoquinonas.
En células expuestas a altos niveles de estrés oxidativo, tales como los eritrocitos, más del 10% del consumo de glucosa se encuentra dirigido a la vía de las pentosas fosfato (PPP) para la producción del NADPH necesario para esta reacción. En el caso de los eritrocitos, si la vía de las pentosas se encuentra inhibida o resulta no funcional, el estrés oxidativo conduce a la lisis celular y a la consecuente anemia.
El lupus es una enfermedad autoinmune en la cual los pacientes producen una cantidad muy elevada de anticuerpos que atacan el ADN y otros componentes celulares. En un reciente estudio, se ha encontrado que existe una alta asociación entre un polimorfismo de nucleótido simple en el gen de la glutatión reductasa de afroamericanos y el lupus. Los afroamericanos con lupus también han demostrado tener niveles reducidos de glutatión en sus linfocitos T. Los autores del estudio piensan que estos niveles reducidos en la actividad de la glutatión reductasa pueden contribuir a un aumento en los niveles de especies reactivas de oxígeno en afroamericanos con lupus.
En ratones se ha implicado a la glutatión reductasa con el proceso de estallido oxidativo, un componente de la respuesta inmune. El estallido oxidativo es un mecanismo de defensa por el cual los neutrófilos producen y liberan especies oxidantes y reactivas en la vecindad de bacterias u hongos para destruir a las células invasoras. Los neutrófilos con deficiencias de glutatión reductasa han demostrado producir un estallido oxidativo más fugaz y por lo tanto menos efectivo en respuesta a las bacterias que los neutrófilos que expresan a la GSR a niveles ordinarios. El mecanismo por el cual la glutatión reductasa es capaz de sostener el estallido oxidativo por el momento permanece desconocido.

### Deficiencia
La deficiencia de la glutatión reductasa es una enfermedad reara en la cual la actividad de la glutatión reductasa se encuentra ausente en los eritrocitos, leucocitos, o en ambos. En un estudio de esta enfermedad se observaron solo dos casos en 15000 ensayos para la deficiencia en la glutatión reductasa realizados a lo largo de 30 años. En el mismo estudio, la deficiencia de gutatión reductasa fue relacionada en un paciente y su familia con cataratas y fabismo, y con severa hiperbilirrubinemia en otro paciente. Se ha propuesto que el sistema redox glutatión, del cual la glutatión reductasa forma parte, es responsable casi por completo de la protección de los cristalinos contra el peróxido de hidrógeno, porque estas células son deficientes en catalasa, una enzima que cataliza la descomposición del peróxido de hidrógeno. Esto explicaría la alta incidencia de cataratas en individuos con deficiencias de la glutatión reductasa.
Algunos pacientes muestran niveles deficientes de actividad glutatión reductasa como resultado de no consumir suficiente cantidad de riboflavina en sus dietas. La riboflavina es un precursor del FAD, cuya forma reducida es la que dona dos electrones al enlace disulfuro que se encuentra presente en la forma oxidada de la enzima glutatión reductasa, comenzando de esta forma el ciclo catalítico de la enzima. En 1999, un estudio encontró que el 17,8% de los varones y el 22,4% de las mujeres de Arabia Saudí sufren de niveles bajos de actividad de la glutatión reductasa como consecuencia de la deficiencia de riboflavina.

### Conexión con el fabismo
En el fabismo, los pacientes carecen o presentan una actividad muy disminuida de la enzima glucosa-6-fosfato deshidrogenasa, una enzima que participa en la vía de las pentosas fosfato, la cual reduce al NAD+
 para formar NADH mientras cataliza la conversión de glucosa-6-fosfato a 6-fosfoglucono-δ-lactona. Los individuos con una deficiencia de glucosa-6-fosfato deshidrogenasa poseen menos NADPH disponible para la reducción del glutatión oxidado por medio de la glutatión reductasa. Por lo tanto su relación basal entre la forma oxidada y reducida del glutatión es significativamente más alta que la de otros pacientes que expresan a la glucosa-6-fosfato deshidrogenasa a niveles normales, haciéndolos incapaces de responder efectivamente a niveles elevados de especies reactivas de oxígeno, lo cual causa la lisis celular.

## Monitoreo de la actividad de la glutatión reductasa
La actividad de la glutatión reductasa se utiliza como indicador del estrés oxidativo. La actividad de esta enzima puede monitorearse por medio del consumo de NADPH, con un pico de absorbancia a 340 nm, o por la formación de GSH que puede visualizarse por medio del reactivo de Ellman. Alternativamente la actividad puede medirse por medio de roGFP (redox-sensitive Green Fluorescent Protein es decir proteína verde fluorescente sensible al estado redox).

## En las plantas
De la misma forma que ocurre en las células humanas, la glutatión reductasa ayuda a proteger a las células vegetales de las especies reactivas de oxígeno. En las plantas, el glutatión reducido participa en el ciclo del glutatión-ascorbato en el cual el glutatión reduce al deshidroascorbato, un subproducto de la reducción del peróxido de hidrógeno. En particular, la glutatión reductasa contribuye a la respuesta de las plantas contra el estrés abiótico. La actividad de la enzima ha mostrado modularse en respuesta al estrés por metales, metaloides, salinidad, radiación ultravioleta, sequedad y calor.

## Historia
La glutatión reductasa fue purificada por primera vez en 1955 en la Universidad de Yale por E. Racker. Racker también identificó al NADPH cono el donante primario de electrones para esta enzima. Grupos posteriores confirmaron la presencia de FAD y del grupo tiol, y se sugirió un mecanismo por primera vez en 1965. La primera estructura de baja resolución de la glutatión reductasa fue resuelta en 1977. Esta fue rápidamente sucedida por una estructura con una resolución de 3Å por Shulze et al. en 1978. La glutatión reductasa ha sido exhaustivamente estudiada desde aquellos tempranos experimentos, y es por lo tanto, una de las enzimas más estudiadas hasta la fecha..

## Mapa interactivo de la vía
Se puede encontrar un mapa interactivo de la vía donde participa la glutatión reductasa aquí:
interactivo